# 稲田航
稲田 航（いなた わたる、1984年12月16日 - ）は日本のメカニックデザイナー。他名義に稲葉 コウ（いなば コウ）。

## 経歴
宝塚造形芸術大学造形学部を経て、2007年にフロム・ソフトウェアに新卒入社。研修期間を経て、『アーマード・コア フォーアンサー』の開発に参加。同作ではローゼンタール社AC、武器パーツ、背景、エンブレム、企業ロゴのデザインを担当。フロム・ソフトウェア退社後、モノリスソフトを経て、フリーランスに転向。アニメやプラモデルのメカニックデザイン、プロップデザインなどを手掛ける。
コトブキヤのプラモデル『フレームアームズ』では、輝鎚、ジィダオ、デュランダルなどのメカニックデザインを担当。アニメ『機動戦士ガンダム 水星の魔女』ではガンダム・ファラクトをはじめとするペイル社製モビルスーツなどのデザインを担当。
「ぽらりす」名義にてガレージキットのディーラーとしても活動している。立体造形物の即売会ワンダーフェスティバルに'13冬より参加し、ワンダーショウケース第36期（'19冬）プロデュースアーティストに選ばれた。

## 参加作品

### ゲーム
- アーマード・コア フォーアンサー（フロム・ソフトウェア） - デザインスタッフ[4]（2008年）
- Demon's Souls（ソニー・コンピュータエンタテイメント） - デザインスタッフ[4]（2009年）
- Another Century's Episode:R（バンダイナムコエンターテインメント） - オリジナルキャラクターデザイン[4]（2010年）
- 重鉄騎（カプコン） - アートデザイナー[4]（2012年）
- ゼノブレイドクロス（任天堂） - リード2Dデザイナー、UIアートデザイン[4]（2015年）
- ゼルダの伝説 ブレス オブ ザ ワイルド（任天堂） - Structural Art[4]（2017年）
- ゼノブレイド2（任天堂） - アートワーク[4]（2017年）
- ジラフとアンニカ - ロボットデザイン（atelier mimina）（2020年）
- マブラヴ ガールズガーデン（EXNOA） - メカニックリデザイン（2025年）

### アニメ
- 転生したらスライムだった件 - 第1期 ゲストメカデザイン（2018年）、第2期 プロップデザイン（2021年）、『転スラ日記』デザイン協力（2021年）
- ZENONZARD THE ANIMATION - デザインワークス（2019年）
- 魔法科高校の劣等生 - 『来訪者編』メカニックデザイン、プロップデザイン（2020年）、『追憶編』プロップデザイン 2021年）
- 劇場版マクロスΔ 絶対LIVE!!!!!! - メカニックデザイン、デザインワークス、美術設定（2021年）
- 黒の召喚士 - モンスター・プロップデザイン（2022年）
- エスタブライフ グレイトエスケープ - メカニックデザイン（2022年）
- スプリガン - 美術設定（2022年）
- 機動戦士ガンダム 水星の魔女 - メカニックデザイン（2022年）
- SYNDUALITY Noir - プロダクションデザイン（2023年）
- ゆるキャン△  - メカニックデザイン （2024年）
- グレンダイザーU - メカニカルデザイン（2024年）
- 想星のアクエリオン Myth of Emotions - 神話獣デザイン（2025年）
- 戦隊レッド 異世界で冒険者になる - モンスターデザイン（2025年）
- 機動戦士Gundam GQuuuuuuX - デザインワークス（2025年）[5]

### その他
- コトブキヤ フレームアームズ - メカニックデザイン（模型）
- ピーエムオフィスエー プラアクトシリーズ - メカニックデザイン（模型）
- 諏訪姫 - キャラクター原案、公式イラスト[6]
- プラアクト斬 - イラスト担当（小説）